# Consiglio pastorale
Il consiglio pastorale è un istituto della Chiesa cattolica previsto dal Codice di diritto canonico e dal Codice dei Canoni delle Chiese Orientali. Suo scopo è quello di esprimere concretamente la natura gerarchico-comunionale della Chiesa, e di permettere quindi la partecipazione dei fedeli, che partecipano allo svolgimento e alla programmazione della vita pastorale della Chiesa.
A seconda del proprio ambito di intervento si chiama consiglio pastorale diocesano (CPD) o consiglio pastorale parrocchiale (CPP). L'Università Cattolica del Sacro Cuore si distingue dalle altre università private e statali anche per il fatto che fra i suoi organi rappresentativi interni trova sede anche il consiglio pastorale universitario.

## Il consiglio pastorale diocesano
Venne creato in seguito alla rinnovata ecclesiologia di comunione espressa dal Concilio Vaticano II; infatti in due documenti conciliari, Christus Dominus (n. 27) e Ad Gentes (n. 30), si chiese esplicitamente la creazione di questo Consiglio. Oggi esso è previsto dal CIC e dal CCEO e viene elencato tra le istituzioni che strutturano ogni chiesa locale (cioè ogni diocesi); la normativa in questione si trova ai cann. 511-514 del CIC e ai cann. 272-275 del CCEO.

### Funzionamento
A differenza del consiglio presbiterale, il consiglio pastorale diocesano non è obbligatorio. Spetta al vescovo la decisione di costituire il consiglio pastorale diocesano: si tratta però di una decisione non lasciata al suo capriccio personale, perché egli è tenuto a costituirlo, se la situazione pastorale lo richiede (can. 511).
Viene retto da un proprio statuto (can. 513) emanato dal vescovo, nel quale vengono stabiliti la sua composizione, il modo in cui ne vengono scelti i membri, la modalità di lavoro, la sua struttura interna.
Lavora sotto l'autorità del vescovo, al quale unicamente spetta il compito di convocarlo, di presiederlo e di pubblicarne gli atti (can. 514). Deve essere convocato almeno una volta all'anno: naturalmente è auspicabile che questa indicazione minima venga superata nella prassi e che il CPD venga convocato con una certa regolarità, per permettergli di partecipare concretamente alla vita pastorale della diocesi.
Gode solamente di voto consultivo (can. 514 §1). Nella diocesi infatti l'unico legislatore è il vescovo: egli, prima di prendere le decisioni relative alle scelte pastorali diocesane, ascolterà il CPD per essere correttamente informato e aggiornato sulla situazione e poter decidere in maniera matura e consapevole, tenendo conto di ogni circostanza.
È un organismo permanente: i membri sono nominati per un tempo determinato, e vanno poi periodicamente rinnovati. Quando il vescovo cessa dal suo incarico (sede vacante) anche il CPD si scioglie (can 514 §2); il vescovo successivo provvederà quanto prima a convocarne uno nuovo.

### Composizione
Al CPD devono partecipare tutte le componenti del popolo di Dio: sacerdoti, diaconi, religiosi, laici, attraverso una propria rappresentanza (can. 512 §1). I sacerdoti saranno presenti in quanto principali operatori e coordinatori della pastorale. I religiosi dovranno essere rappresentati nella loro multiforme varietà di istituti (maschili e femminili) e di opere. I laici saranno la componente numericamente più rilevante e dovranno essere specchio di tutta la diocesi, "tenendo presente le diverse zone della diocesi stessa, le condizioni sociali, le professioni e inoltre il ruolo che essi hanno nell'apostolato, sia come singoli, sia in quanto associati"; è importante che questi laici siano parte attiva della comunità dei fedeli e "si distinguano per fede sicura, buoni costumi e prudenza" (can. 512 §2-3).
Le modalità di nomina vanno stabilite nello statuto: di norma ci saranno alcuni membri di diritto, in forza del proprio ufficio o incarico; alcuni membri eletti; alcuni membri scelti liberamente dal vescovo.

### Ambiti di intervento
Suo compito è "studiare, valutare e proporre conclusioni operative su quanto riguarda le attività pastorali della diocesi" (can. 511). Non si tratta quindi di una mera commissione di studio, ma di una istituzione operativa, sebbene consultiva e non vincolante. In concreto il suo lavoro può abbracciare: opere di apostolato, iniziative missionarie, catechistiche e apostoliche, formazione e vita sacramentale dei fedeli, sensibilizzazione dell'opinione pubblica, programmazione pastorale. L'unico limite di intervento è dato dal riferimento all'attività pastorale (quindi non l'attività di governo, né le questioni di fede o di morale).

## Il consiglio pastorale parrocchiale
La parrocchia viene definita come comunità di fedeli: per essere comunità vera, deve esprimere degli strumenti di corresponsabilità, che permettano ai fedeli di partecipare effettivamente alla sua missione. A questo scopo è previsto il consiglio pastorale parrocchiale, definito dalle parole del canone 536 del CIC:
§1. Se risulta opportuno a giudizio del Vescovo diocesano, dopo aver sentito il consiglio presbiterale, in ogni parrocchia venga costituito il consiglio pastorale, che è presieduto dal parroco e nel quale i fedeli, insieme con coloro che partecipano alla cura pastorale della parrocchia in forza del proprio ufficio, prestano il loro aiuto nel promuovere l'attività pastorale.
§2. Il consiglio pastorale ha solamente voto consultivo ed è retto dalle norme stabilite dal Vescovo diocesano.
Questo è lo scarno testo di riferimento per quanto riguarda il Consiglio Pastorale Parrocchiale; inoltre, per analogia possono essere estese ad esso, con gli opportuni adattamenti, le caratteristiche già descritte sopra a proposito del CPD.

### Funzionamento
L'iniziativa parte dal Vescovo diocesano: se, dopo aver ascoltato il parere del consiglio presbiterale, ritiene opportuna l'elezione dei CPP nelle parrocchie della propria diocesi, ne ordina l'elezione, che va intesa in senso generale, una volta per tutte, e non caso per caso. 
Spetta al Vescovo anche il compito di stabilire le norme generali, a cui dovranno attenersi tutti i CPP della propria diocesi; resta salva la possibilità per ogni CPP di darsi anche uno statuto proprio, purché non sia in contrasto con il regolamento diocesano.
Il CPP viene presieduto dal parroco ed ha voto consultivo: questo vuol dire che lavora attraverso ordini del giorno discussi insieme e votati a maggioranza, esprimendo così il proprio orientamento e il proprio parere, ma non può prendere decisioni vincolanti, le quali spettano solo al parroco, il quale deve comunque sottostare al consiglio e al volere della comunità.

### Composizione
Sono membri di diritto del CPP i presbiteri, i diaconi, e i religiosi che prestano servizio nella parrocchia.
Ma la sua componente maggioritaria è normalmente rappresentata dai laici. Questi laici devono rappresentare uno specchio fedele del tessuto umano della parrocchia, per età, sesso, condizione sociale; normalmente rappresentano tutte le realtà, gruppi, movimenti ecc. eventualmente presenti in parrocchia. Il numero di questi membri laici e la modalità da seguire per la loro designazione vanno definiti nei regolamenti particolari. In molte parrocchie una parte viene eletta da tutti i parrocchiani, e una parte entra nel consiglio in rappresentanza dei vari gruppi che animano la vita parrocchiale.

### Ambiti di intervento
Il suo scopo è di offrire sostegno e promozione all'attività pastorale della parrocchia: ricercare, discutere e presentare proposte concrete per le sue attività; programmarne le iniziative; favorire il coordinamento tra le varie realtà esistenti.
È uno strumento diretto a favorire la comunione tra il parroco e i parrocchiani, per stimolare la partecipazione dei fedeli, per coinvolgerli in modo responsabile.

## Consiglio pastorale universitario
Il Consiglio Pastorale Universitario - struttura pastorale a carattere consultivo - è organo qualificato di corresponsabilità ecclesiale per la realizzazione adeguata delle finalità della pastorale universitaria. Comprendendo tra i suoi membri rappresentanti delle diverse componenti della Università esso costituisce espressione significativa della communitas studentium et docentium.